# سریه نخله
سریه نخله یا راهزنی نخله به عملیات راهزنی ۸ تا ۱۲ تن از مسلمانان مهاجرین در صدر اسلام گویند که به دستور محمد و تحت فرماندهی عبدالله بن جحش (که بعدها امیرالمؤمنین خوانده شد) و در منطقهٔ نخله در جاده طائف - مکه رویداد. این حادثه به کشته‌شدن یکی از ۴ محافظ کاروان تجاری مشرکین و اسارت ۲ تن دیگر انجامید.